# Krystallografi
Krystallografi er en videnskabelig disciplin, der beskæftiger sig med den atomare opbygning af stoffer i fast fase.
Fælles for alle krystallografiske eksperimenter er brugen af diffraktion. Når et materiale som er periodisk opbygget (en krystal eller fiber) bestråles (med røntgenstråler, neutroner eller elektroner), udsendes et diffraktionsmønster. En analyse af dette mønster giver information om det tredimensionelle arrangement af atomer i materialet. Krystallografiske teknikker er derfor en meget vigtig teknik indenfor materialeforskning, nanoteknologi og bioteknologi.
Makromolekylær krystallografi er en biologisk disciplin, der anvender de krystallografiske principper på biologiske makromolekyler, som f.eks proteiner og nukleinsyrer.